# 老虎屯镇
老虎屯镇，是中华人民共和国辽宁省大連市瓦房店市下辖的一个乡镇级行政单位。

## 行政区划
老虎屯镇下辖以下地区：
栾店村、芙蓉村、虎头村、后三十里堡村、雅化村、后二十里堡村、小老虎屯村、大老虎屯村、小四川村、大四川村、磊山村、石屯村、马圈村和三家子村。